# Reinhardtsdorf (Reinhardtsdorf-Schöna)
Reinhardtsdorf ist ein Ortsteil der Gemeinde Reinhardtsdorf-Schöna im Landkreis Sächsische Schweiz-Osterzgebirge.

## Geographie
Reinhardtsdorf liegt südöstlich der sächsischen Landeshauptstadt Dresden im Süden der Sächsischen Schweiz, allerdings zentral im Elbsandsteingebirge. Es befindet sich im Osten des Landkreises Sächsische Schweiz-Osterzgebirge im Landschaftsschutzgebiet Sächsische Schweiz. Das Waldhufendorf liegt im Norden der Gemeinde Reinhardtsdorf-Schöna. Die Ortslage Reinhardtsdorf befindet sich im Tal des Reinhardtsdorfer Bachs, der westlich des Ortes in den Krippenbach mündet. In einem an dessen Talhängen gelegenen Steinbruch wird der nach dem Ort benannte Reinhardtsdorfer Sandstein gewonnen. Unmittelbar südlich des Orts erhebt sich der Wolfsberg.
Die eigentliche Reinhardtsdorfer Waldhufenflur, die zum Großteil landwirtschaftlich genutzt wird, umfasste 670 Hektar. Die Gemarkung Reinhardtsdorf vergrößerte sich auf annähernd das Dreifache, als ihr die Waldgebiete südlich des Ortes zwischen Krippenbach, Elbhang und Bundesgrenze, in dem sich unter anderem die Zschirnsteine befinden, zugeschlagen wurden. Zu Reinhardtsdorf gehört somit auch der Große Zschirnstein (561,74 m), der höchste Berg im deutschen Teil des Elbsandsteingebirges. Ein weiterer Tafelberg in der Gemarkung ist der Kleine Zschirnstein (472,7 m). Der größte Teil der Flur liegt auf der Reinhardtsdorf-Schönaer Ebenheit. Der Nachbarort Schöna grenzt unmittelbar südöstlich entlang des Mühlgrundbachs im Hirschgrund an.
Im äußersten Nordosten der Flur hat Reinhardtsdorf auf einem kurzen Abschnitt unterhalb der Hirschmühle Anteil an der Elbe, die hier in einem engen Tal nach Nordwesten fließt und den höchstgelegenen Teil des Elbsandsteingebirges durchbricht. In der Flussmitte grenzt der Bad Schandauer Ortsteil Schmilka an. Über das Tal hinweg bietet sich von Reinhardtsdorf aus ein Ausblick auf die Schrammsteine. Die Fluren im Tal auf linkselbischer Seite nördlich von Reinhardtsdorf gehören zum Schandauer Ortsteil Krippen, der nordwestlich benachbart ist.
Im Westen grenzt am Krippenbach die Flur von Papstdorf an, die zur Gemeinde Gohrisch zählt. Südwestlicher Nachbarort Reinhardtsdorfs ist Kleingießhübel, der dritte Ortsteil Reinhardtsdorf-Schönas. Oberhalb Kleingießhübels grenzt am Krippenbach die Gemarkung Cunnersdorf westlich an, die wiederum zu Gohrisch gehört. Die Südgrenze der Gemarkung Reinhardtsdorf ist identisch mit der Südgrenze der Gemeinde. Sie verläuft entlang der Bundesgrenze zu Tschechien und folgt größtenteils dem Gelobtbach. Nächster Ort in südlicher Richtung ist das acht Kilometer Luftlinie entfernte Maxičky (Maxdorf), ein Ortsteil von Děčín (Tetschen).

## Kirche

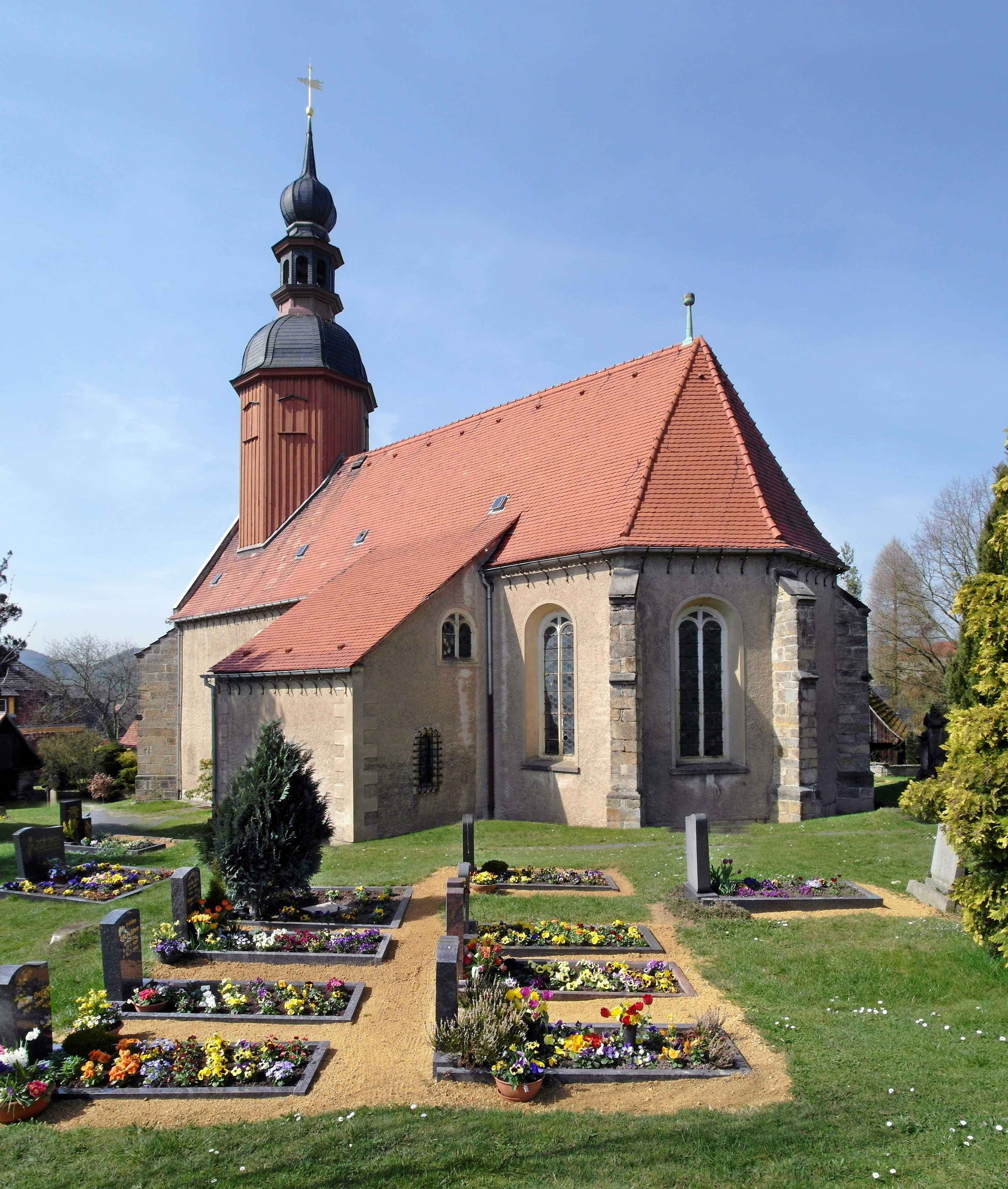
Dorfkirche

Ein als romanische Wehrkirche im 11./12. Jahrhundert errichteter Bau besteht nicht mehr. Die Kirche aus dem 15. /16. Jahrhundert zeigt sich vor allem in ihrem Inneren im Stil des Barock. Diese Überformung fand zwischen 1675 und 1689 statt. Sie war auch mit einer Erweiterung der Kirche verbunden. Dabei entstand 1675 das geschmückte Westportal von Heinrich Weingarten, Pirna, und der Dachreiter über dem Westgiebel, den Haube, Laterne und Zwiebel zieren.
Der viergeschossige Altar entstand zwischen 1681 und 1684, also in der Barockzeit. Seine Gemälde zeigen Abendmahl, Kreuztragung Jesu Christi und die Kreuzigung. Auf dem Altar steht eine Schnitzskulptur, die Christus mit der Siegesfahne zeigt. Auf einer Seite gibt es zwei übereinander liegende Emporen. Die Malereien der beiden Emporen und die farbig gefasste Decke stammen von 1711. Diese Jahreszahl findet sich in der Mitte der Decke. Die Inschrift in der Mitte der Decke DEO TRINUNI SACRUM bedeutet „Dem Dreieinigen Gott heilig“. Die flache Holzdecke zeigt über dem Altar die Heilige Dreifaltigkeit und  im Westteil das Jüngste Gericht. Der frühere Hauptaltar, ein Flügelaltar in der Form eines Triptychons, ist im mittleren Teil bezeichnet mit „1521“. Dieser spätgotische Schnitzaltar hängt nunmehr an der Südseite der Kirche. In seinem Schrein ist eine geschnitzte und farbig gefasste Skulpturengruppe der heiligen Anna selbdritt. Heiligenreliefs von Wenzel und Veit (links), Martin und Nikolaus (rechts) finden sich auf den Innenseiten der Flügel des Altars. Außen zeigen Gemälde Kaiser Heinrich den Heiligen und Sankt Wolfgang.
1911 wurde das barocke Gehäuse der Orgel verbreitert und eine Orgel von Hermann Eule, Bautzen, eingebaut. Sie hat zwei Manuale und 14 Register.

Evangelisch-lutherische Kirche in Reinhardtsdorf
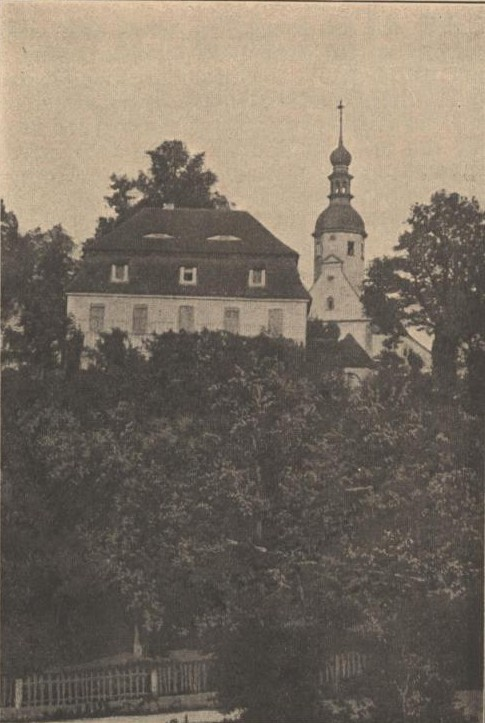
Ansicht um 1900
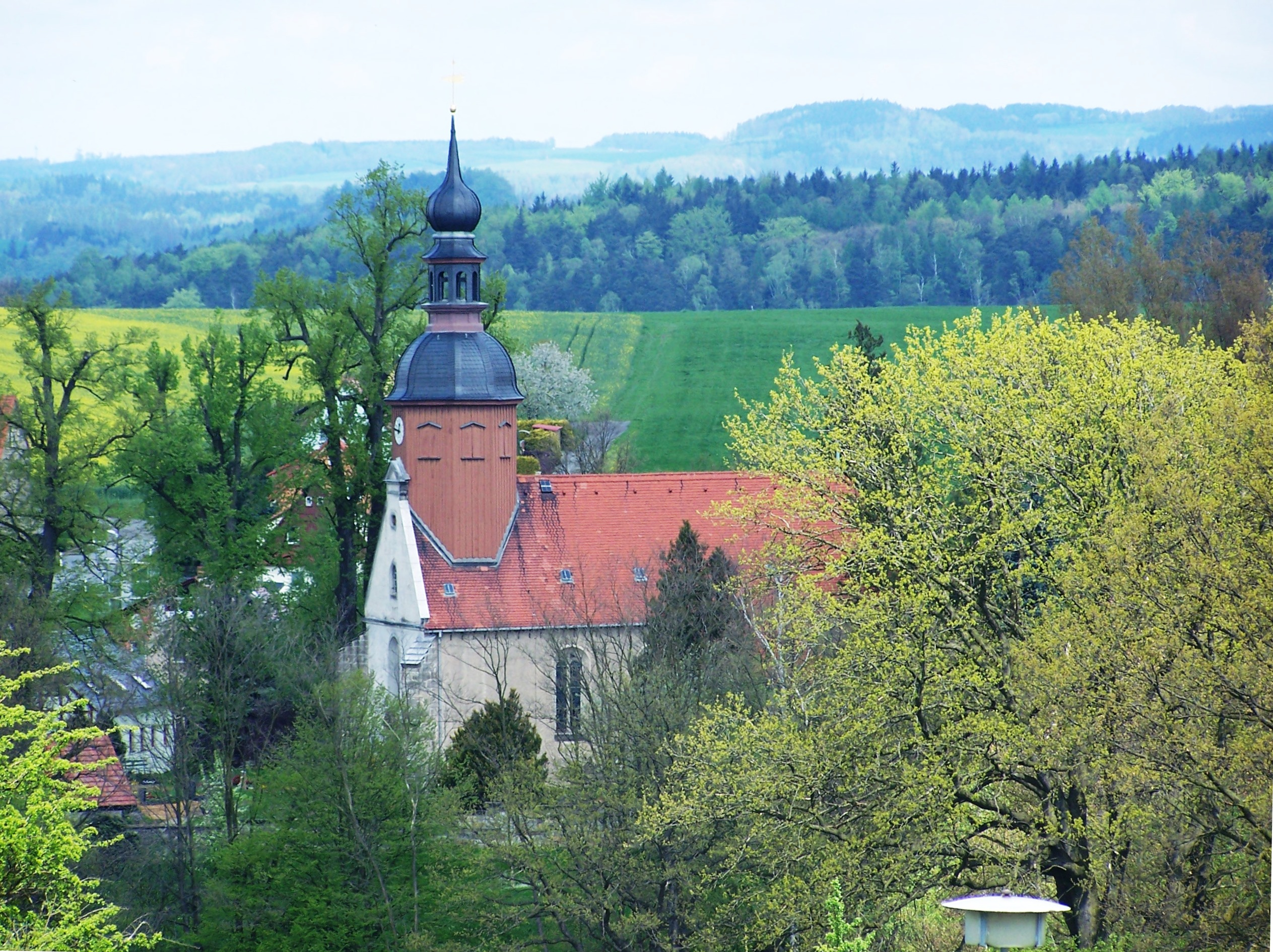
Kirche mit barockem Westgiebel und Dachreiter
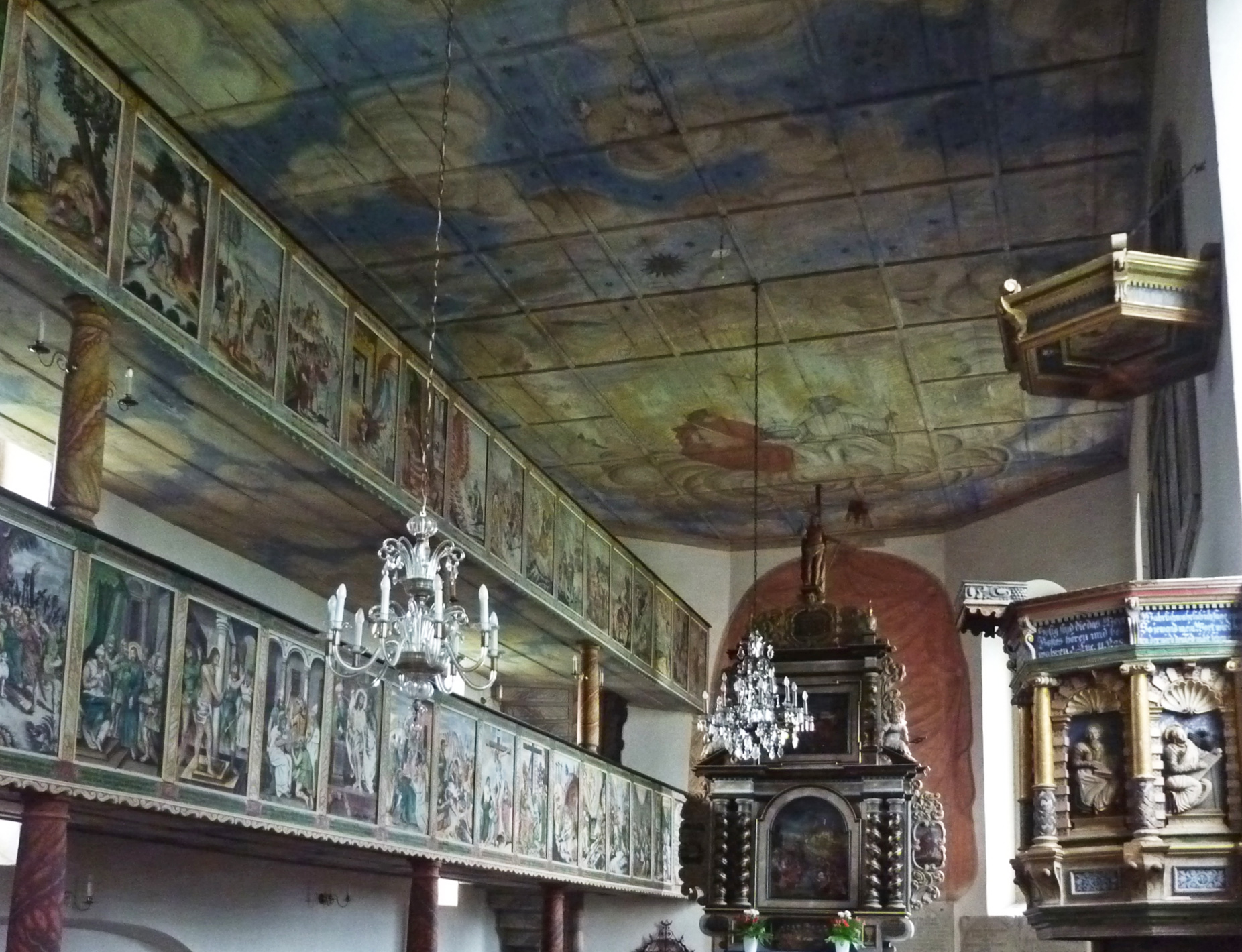
Inneres der Kirche mit Altar
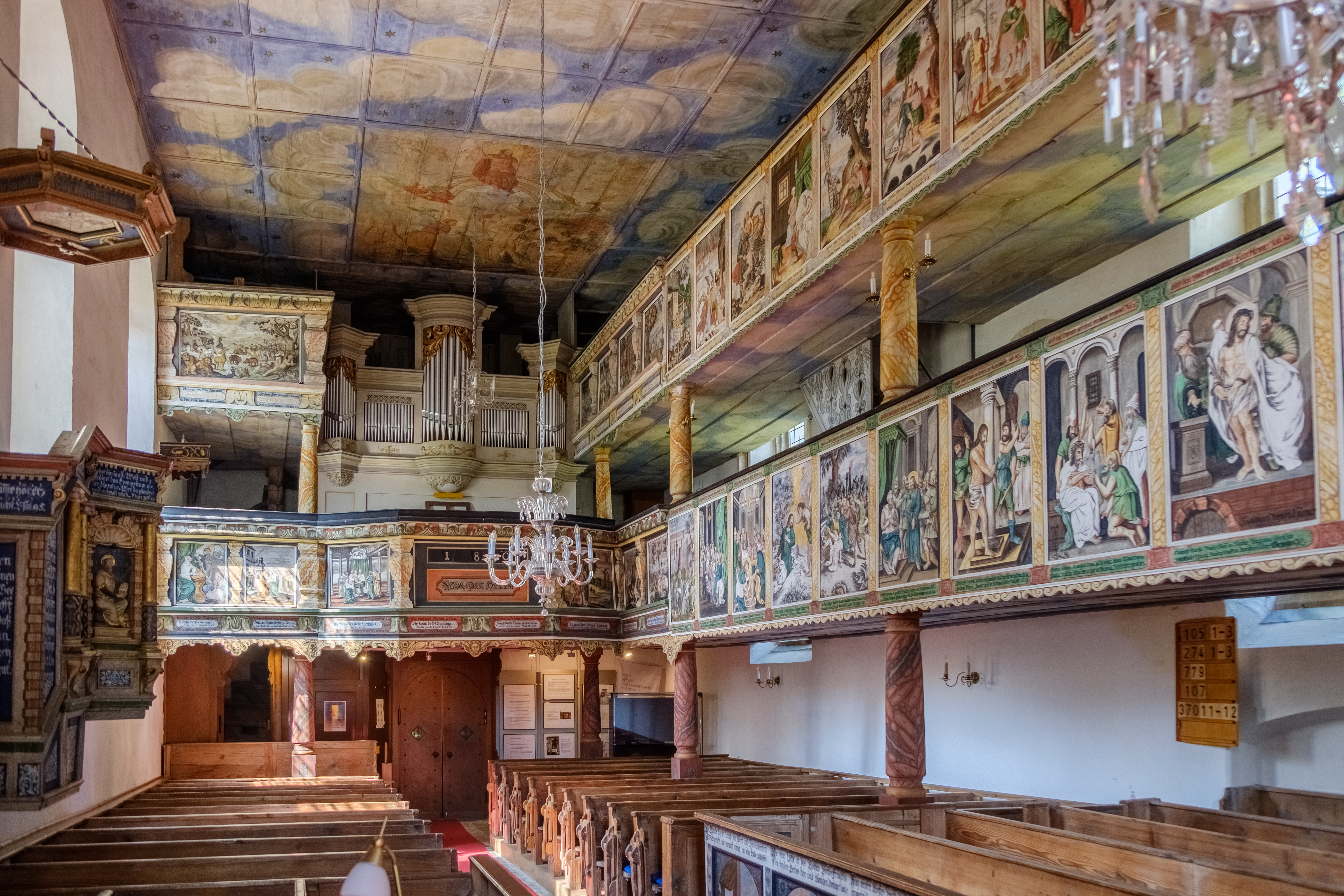
Blick zu doppelreihigen Emporen und Orgel im Westen
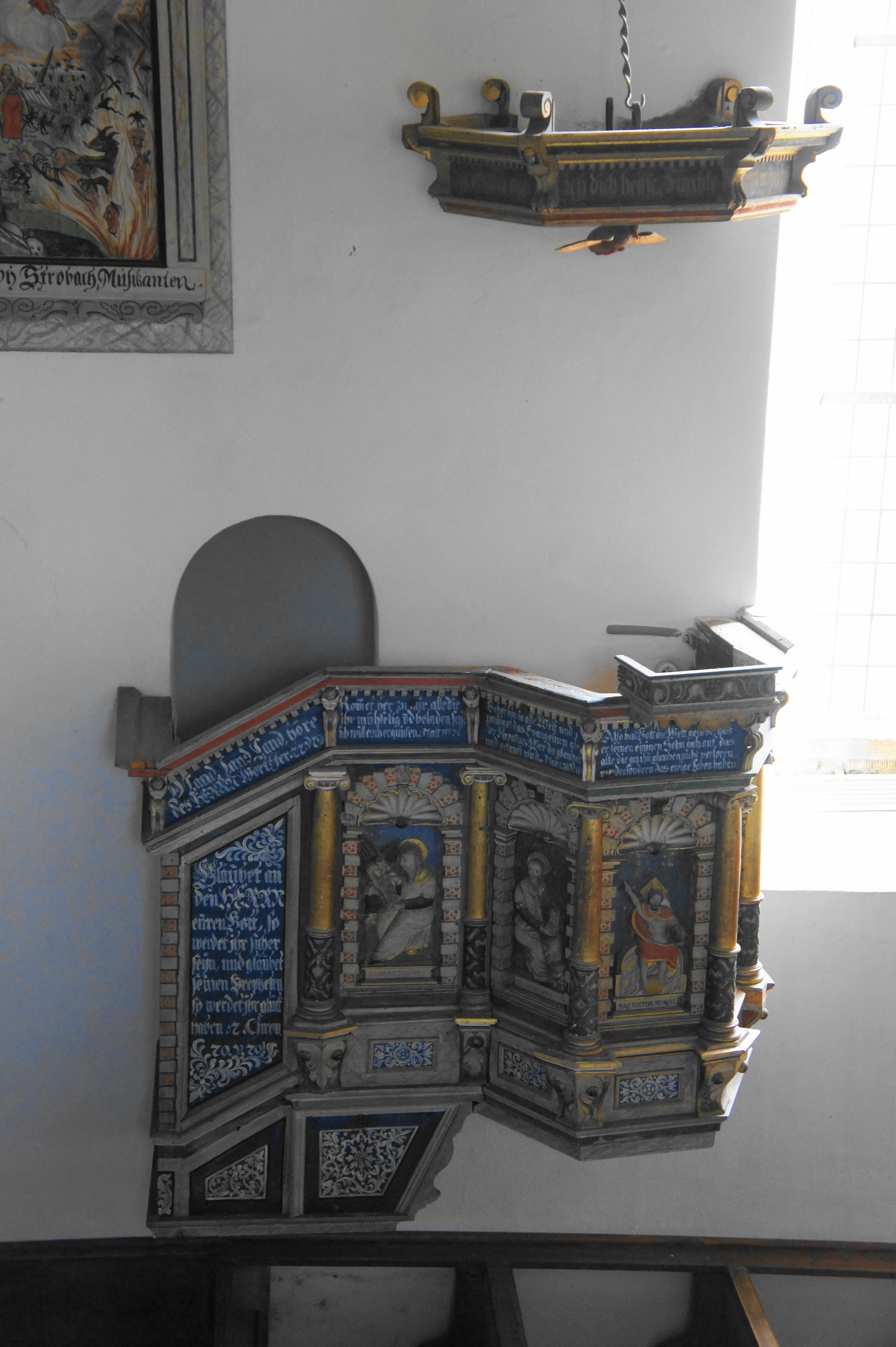
Kanzel von 1615
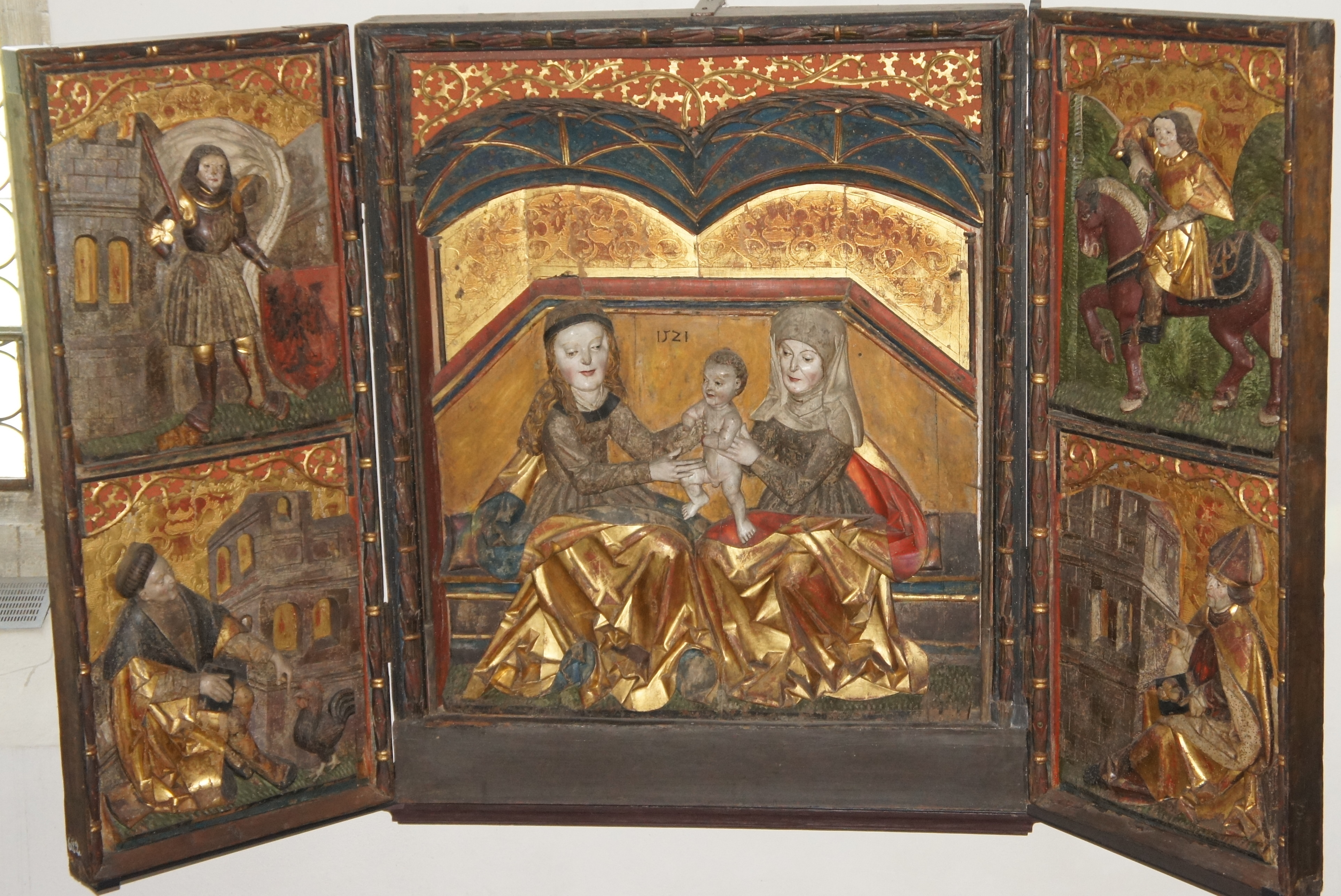
Spätgotischer Schnitzaltar von 1521
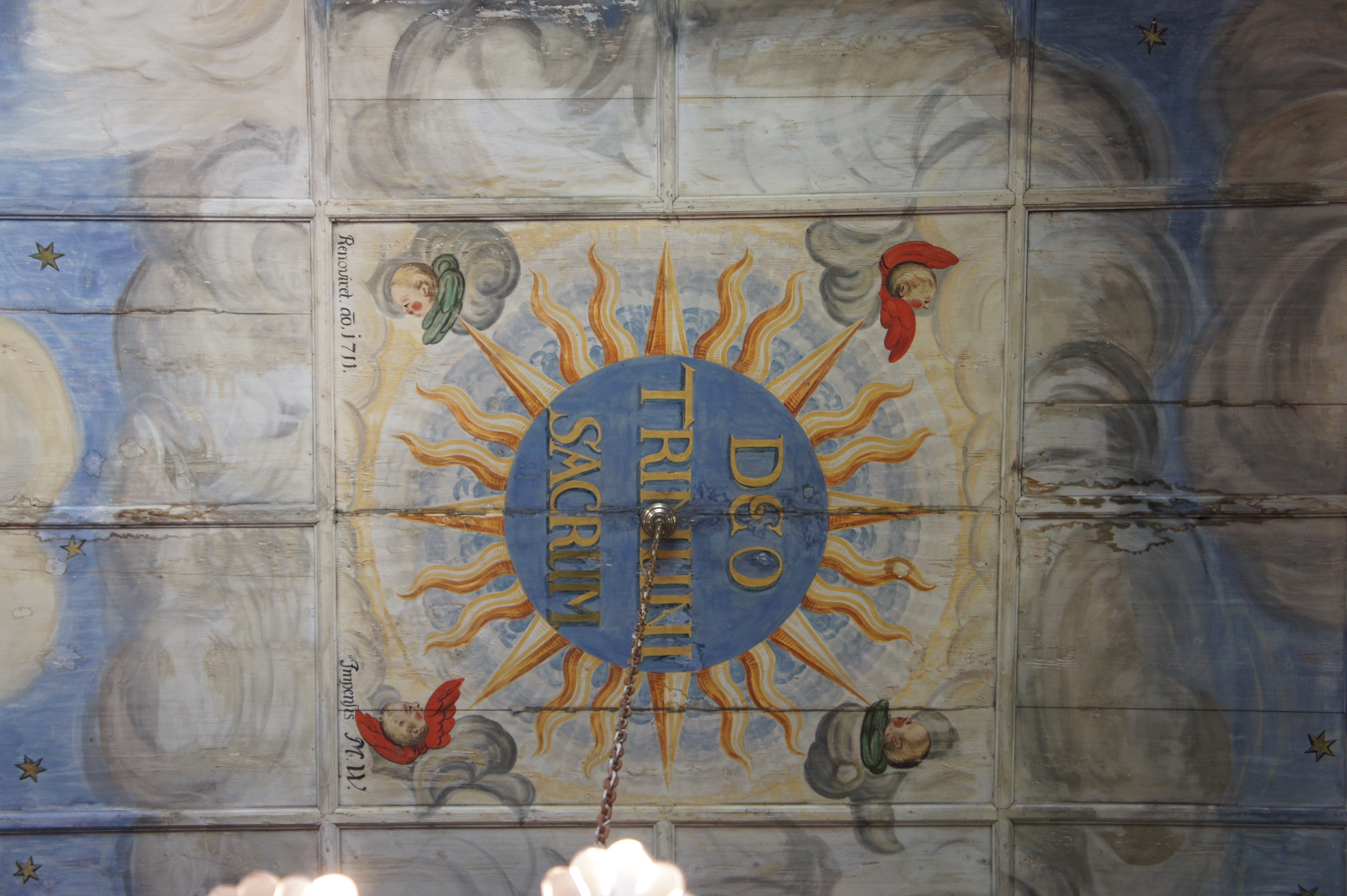
Flache farblich gefasste Holzdecke von 1711

## Verkehr
Die wichtigste Straße auf Reinhardtsdorfer Flur ist die Staatsstraße 169 im Krippengrund, die von Cunnersdorf aus einen Anschluss an die Bundesstraße 172 beim Bahnhof Bad Schandau herstellt. In sie mündet die Kreisstraße 8744, die unter dem Namen Hauptstraße die Dorfkerne Reinhardtsdorfs und Schönas erschließt. Von ihr zweigen in Reinhardtsdorf diverse weitere Straßen ab. Reinhardtsdorf ist an das Busnetz des Regionalverkehrs Sächsische Schweiz-Osterzgebirge (RVSOE) angeschlossen.

## Töchter und Söhne Reinhardtsdorfs
- Erich Hering (1923 – 1978), Maler und Grafiker